# بنیموسلم
بنیموسلم (به اسپانیایی: Benimuslem) یک شهرستان در اسپانیا است که در Ribera Alta واقع شده‌است.

## خصوصیات
بنیموسلم ۴٫۲۰ کیلومترمربع مساحت و ۶۲۰ نفر جمعیت دارد و ۴۴ متر بالاتر از سطح دریا واقع شده‌است.